# Automovilismo

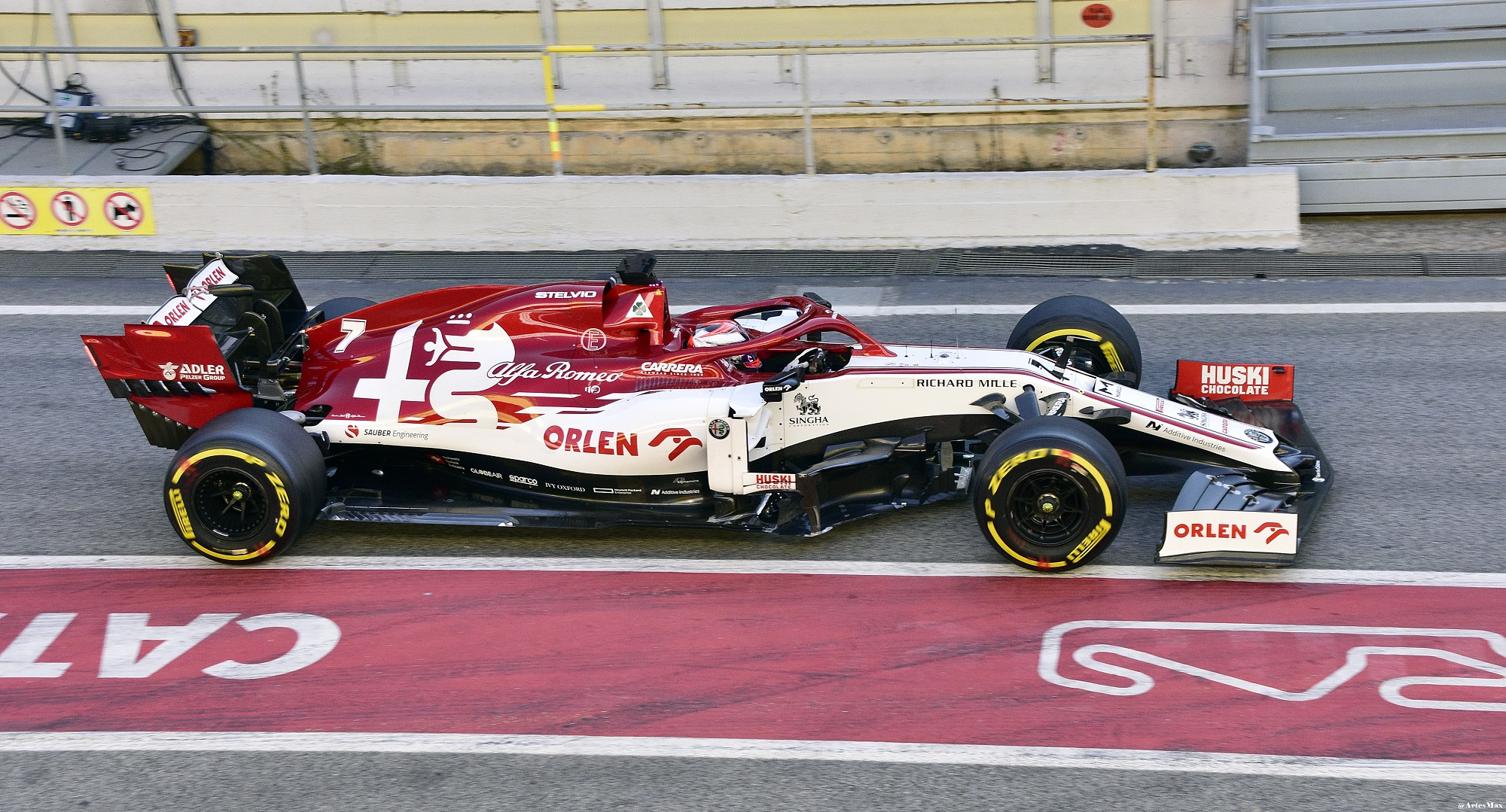
Alfa Romeo C39 de Fórmula 1.

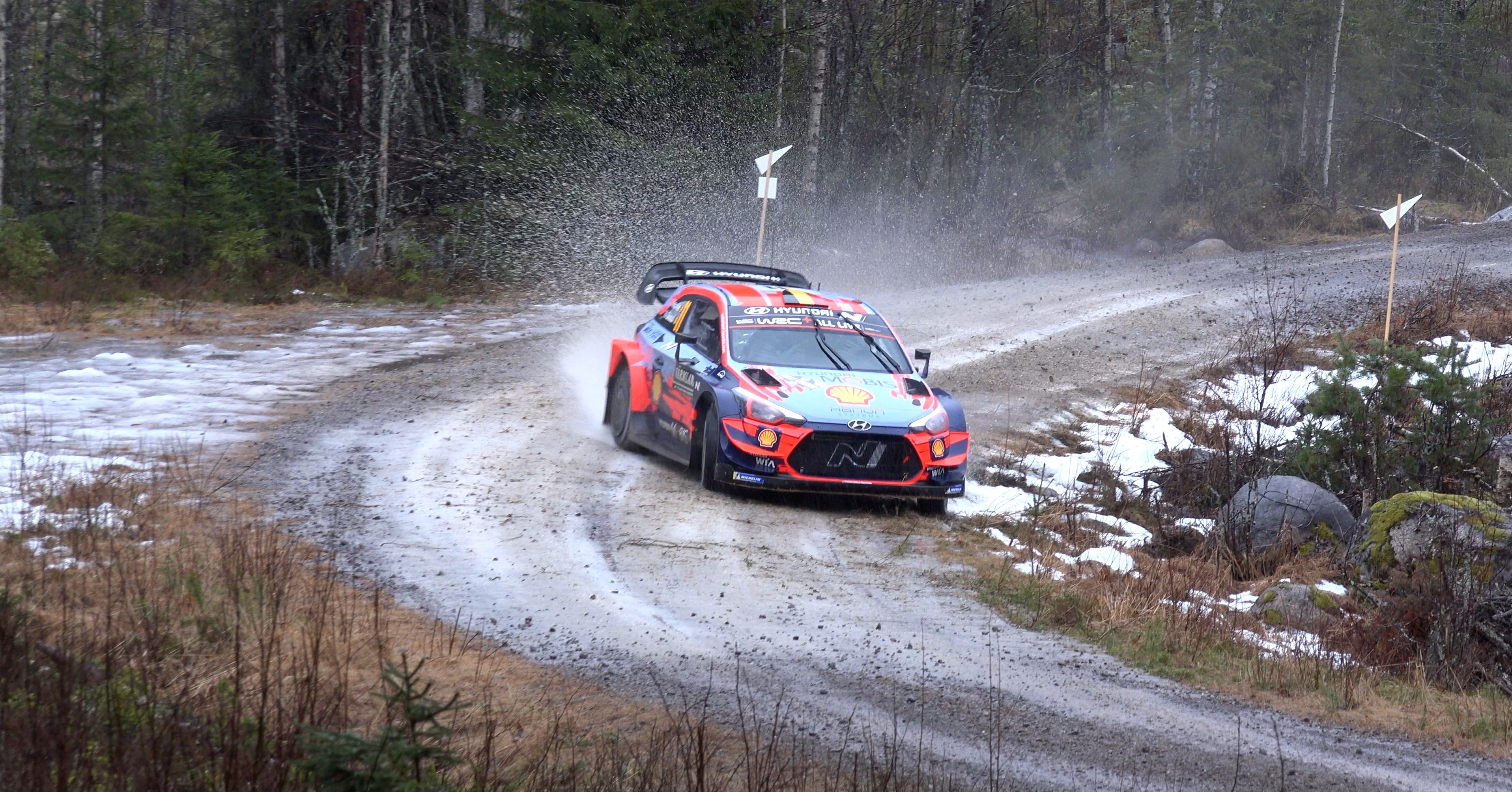
Un Hyundai i20 Coupe WRC de WRC.

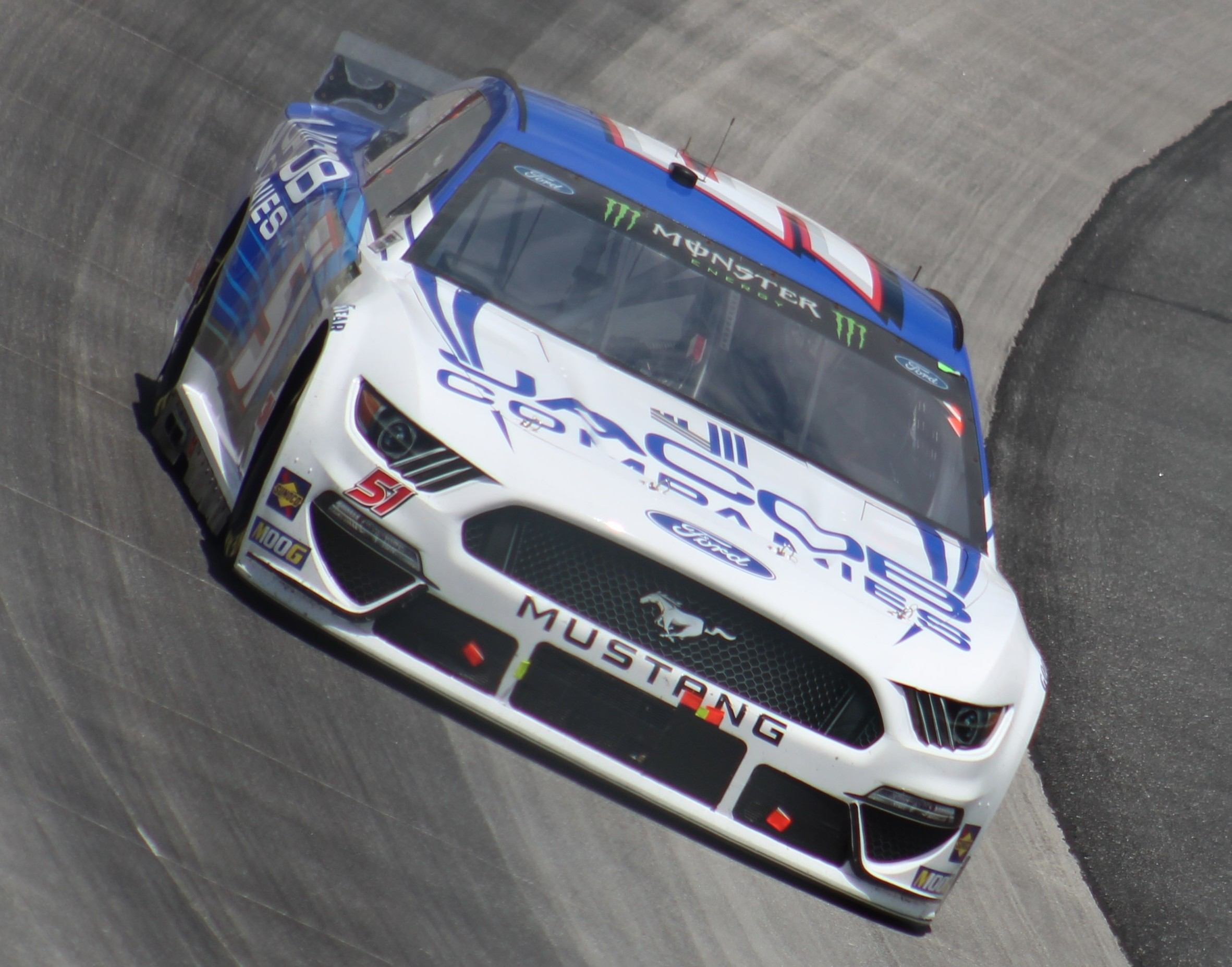
Un Ford Mustang GT VI de NASCAR.

El automovilismo es el deporte que se practica con automóviles. En la mayoría de las modalidades, los automóviles deben completar un recorrido en el menor tiempo posible, o bien recorrer un circuito la mayor cantidad de veces en un tiempo fijo o hasta completar cierta cantidad de vueltas. Existen otras disciplinas que tienen objetivos distintos, por ejemplo el drifting, donde los pilotos deben realizar derrapes espectaculares.
El automovilismo es uno de los espectáculos más populares del mundo y algunas competiciones, como por ejemplo la Fórmula 1, cuentan con más seguidores que muchos otros deportes. Así mismo, es el que mueve más dinero, involucrando a un gran número de empresas, fabricantes, deportistas, ingenieros y patrocinantes. Los ingenieros desarrollan las últimas tecnologías en motores, aerodinámica, suspensión y neumáticos para lograr el máximo rendimiento; estos avances han beneficiado a la industria automotriz, con los neumáticos radiales y el turbocompresor, así como otros adelantos.
Cada categoría tiene su reglamento que limita las modificaciones permitidas para los motores, el chasis, la suspensión, los neumáticos, el combustible y la telemetría.
Dada la alta velocidad que desarrollan los automóviles y la utilización de combustibles, el automovilismo es un deporte extremadamente peligroso. Aunque las medidas de seguridad han progresado a lo largo de las décadas, frecuentemente ocurren colisiones, incendios y otros accidentes que causan lesiones e incluso muertes a competidores y espectadores.
La Federación Internacional del Automóvil es la institución que organiza el automovilismo a nivel mundial. Sus miembros son las asociaciones nacionales de cada país, que rigen las competiciones dentro de su territorio.

## Automovilismo de velocidad
El automovilismo de velocidad es la modalidad que se disputa en circuitos pavimentados (en particular autódromos, pero también circuitos temporales como circuitos callejeros), que se disputa con un formato de carrera: el objetivo es girar un número determinado de vueltas en el menor tiempo posible, o bien girar la mayor cantidad de vueltas posible en un tiempo determinado. Los principales tipos de automóviles que se utilizan en las carreras de velocidad son monoplazas, turismos, gran turismos, sport prototipos y stock cars.
El automovilismo de velocidad se diferencia claramente del rally y el rally raid, que se corren en tramos separados entre sí. Las derrapadas, el rallycross y el autocross también se corren en circuitos, pero en el primer caso el objetivo de la carrera no es ser veloz sino derrapar con el automóvil, y en los restantes la superficie no es pavimentada.

### Formato de competición
Una fecha de automovilismo de velocidad se puede componer de hasta cuatro partes distintas: tanda de entrenamientos, tanda de clasificación, carreras clasificatorias y carrera final.
En la tanda de entrenamientos o de prácticas (a veces varias), los participantes conducen alrededor del circuito evaluando las características del mismo y el comportamiento del automóvil. Para mejorar los tiempos de vuelta, el piloto modifica los distintos parámetros de ajuste de su máquina (suspensión, neumáticos, frenos, etc).
En la tanda de clasificación o de calificación, los pilotos deben dar un número máximo de vueltas, y pueden pilotar en solitario o simultáneamente. En ciertos campeonatos existe una superclasificación, que obliga a los pilotos mejor clasificados a girar nuevamente, generalmente sin la presencia de sus rivales en la pista.
La carrera final es la que otorga puntos para el campeonato. Los pilotos largan colocados en una grilla de partida, ordenados según los resultados de la tanda de clasificación. Los pilotos largan y compiten en simultáneo, intentando llegar lo antes posible a la meta una vez cumplido el tiempo o las vueltas previamente estipuladas. Por lo general, el circuito posee una zona de boxes donde los equipos pueden reparar los automóviles dañados, recargar combustible, reemplazar los neumáticos y, en las carreras de resistencia, cambiar de piloto.
En ciertos campeonatos, previo a la carrera final se disputan mangas o carreras clasificatorias, que suelen durar menos que la carrera final y que otorgan pocos puntos (o ninguno) para el campeonato. Por ejemplo, en el Turismo Carretera, los pilotos se dividen en tres grupos según los resultados de la clasificación: el 1.º, el 4.º, el 7.º... corren la primera manga; el 2.º, el 5.º, el 8.º... corren la segunda; y el 3.º, el 6.º, el 9.º... corren la tercera. La parrilla de salida de la carrera final se arma según los puestos de llegada de los pilotos en las tres carreras clasificatorias, alternados de manera análoga. De la misma manera, la grilla de partida de las 500 Millas de Daytona se forma según los resultados de dos mangas, cuyo orden de salida se determina a partir del resultado de la tanda de clasificación.
En otros casos, no existe una única carrera final, sino dos o tres mangas. Es común que a cada carrera le corresponda una tanda de clasificación distinta. En cambio, en el Campeonato Mundial de Turismos, la única tanda de clasificación determina el orden de partida de la primera manga. La grilla de salida de la segunda manga se forma según el orden de llegada de la primera manga, con los ocho primeros pilotos invertidos. El GP2 Series usa el mismo sistema que el Campeonato Mundial de Turismos, con la diferencia de que la primera carrera es más larga y otorga más puntos que la segunda.

## Disciplinas
Las disciplinas automovilísticas pueden tener diferentes clasificaciones: por tipo de automóvil (monoplaza, turismo, stock, de producción, gran turismo, clásicos...), por el tipo de competición (circuito de asfalto, de tierra o de hielo, rally, campo a través) y por el objetivo (velocidad, resistencia, derrapadas). Algunas de las más destacadas e ilustrativas de lo anterior, son:

### Fórmula 1

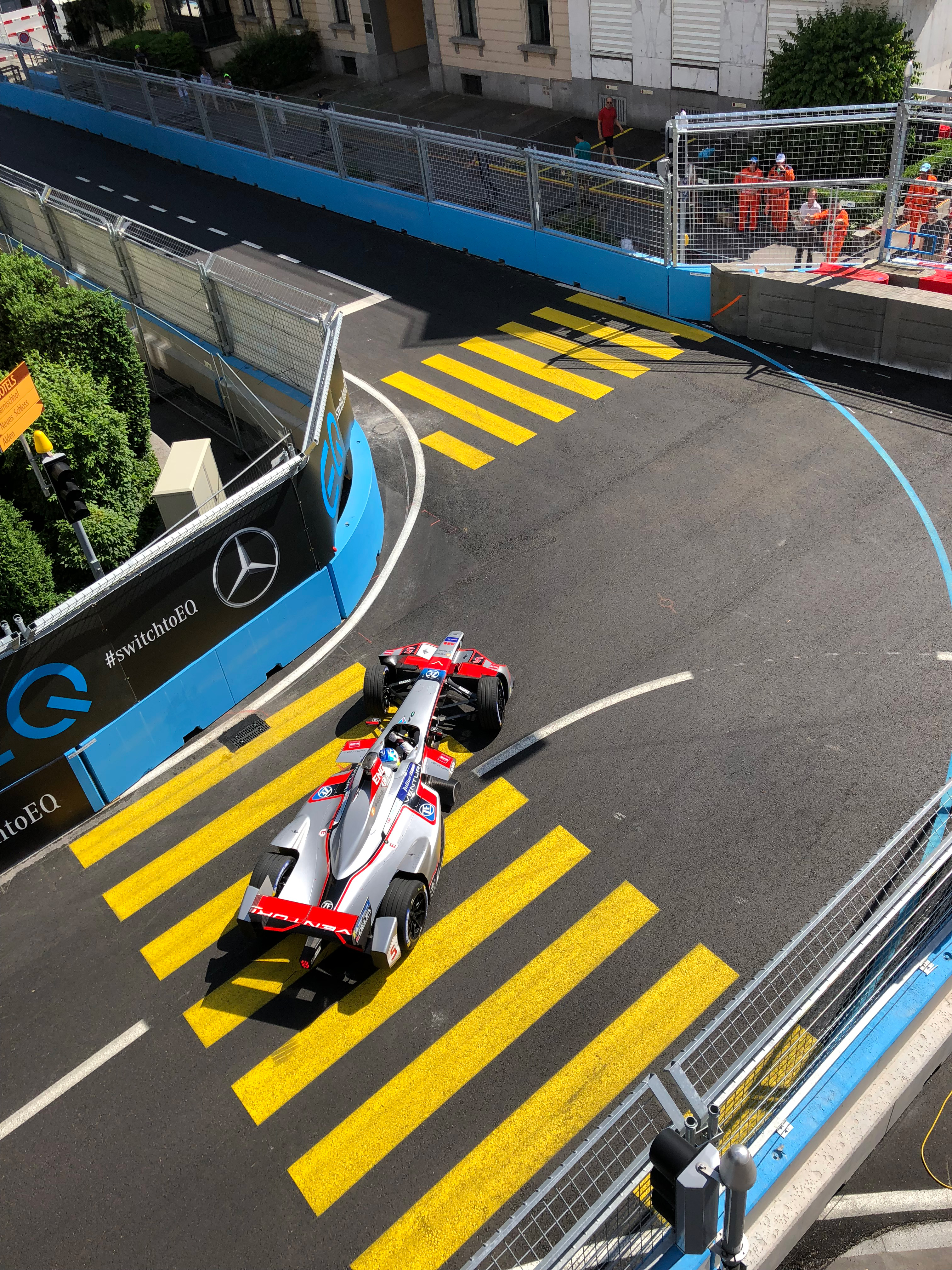
Monoplaza de Fórmula E.

Los monoplazas son vehículos diseñados especialmente para competición. Llevan alerones y neumáticos anchos para agarrarse al suelo lo más posible, y las ruedas no están por lo general cubiertas. Son vehículos muy bajos, pues rondan el metro de altura, y hay solamente lugar para una persona (de ahí el nombre monoplaza).
Fórmula 1 es la categoría más popular, sobre todo en Europa. Los equipos, generalmente divisiones de fabricantes (Ferrari, Mercedes, Renault y Red Bull) utilizan presupuestos de cientos de millones de euros para desarrollar las últimas tecnologías que les permitan ganar centésimas de segundo en la pista.
En Estados Unidos las dos categorías más importantes a principios de la década de 2000 eran CART (luego Championship Auto Racing Teams) e IndyCar Series. Utilizan autos menos costosos de construir y mantener que Fórmula 1 (los equipos tienen presupuestos de unos 30 millones de dólares estadounidenses por año) y generalmente más competitivos entre sí. Mientras que Champ Car corría casi siempre en trazados callejeros y autódromo, IndyCar Series recién celebró carreras fuera de óvalos en la temporada 2005. En 2008, Champ Car fue absorbida por IndyCar.
En Japón, la categoría más importante de esta disciplina es la Super Fórmula Japonesa. Un campeonato que en 2017 cuenta con 7 pruebas y cuenta con los monoplazas más rápidos en pista después de los Fórmula 1.
En 2014 se suscitó la temporada inaugural de Fórmula E, categoría de competición de monoplazas eléctricos organizada por la Federación Internacional del Automóvil (FIA).

### Rally

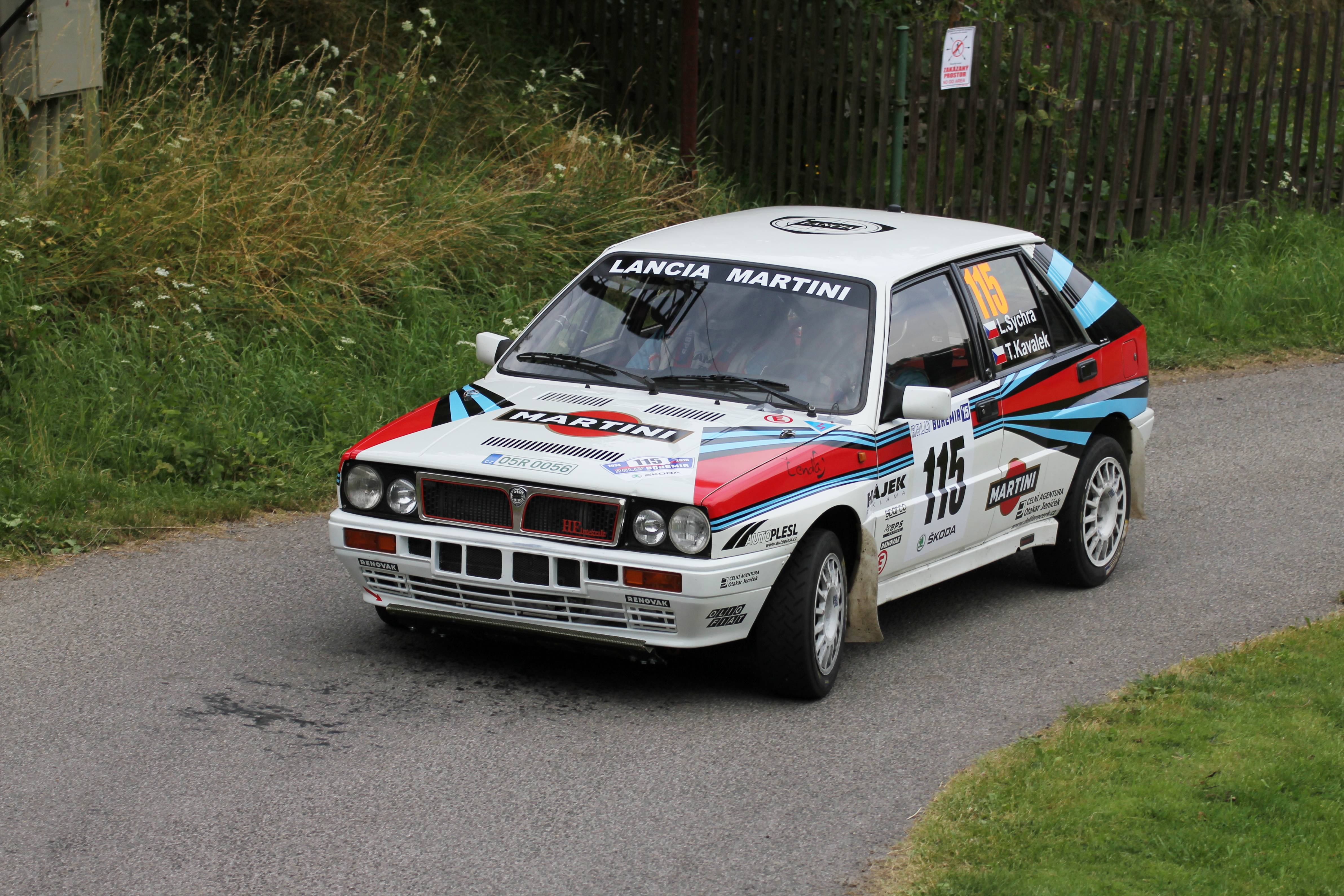
Lancia Delta HF Integrale de rally de históricos.

Las competiciones de rally se desarrollan por vías públicas cerradas al tránsito rodado; los participantes (piloto y copiloto) deben recorrer un camino predeterminado en el menor tiempo posible. Cada automóvil sale con un minuto respecto del siguiente, por lo que no hay contacto visual ni físico entre ellos. Generalmente los automóviles son derivados de los de producción; según la categoría se modifican más partes y en mayor medida.
El Campeonato Mundial de Rally utiliza automóviles del segmento C con diferentes preparaciones. Los más potentes y utilizados por los equipos oficiales son los World Rally Car usan motores de 1.6 L con turbocompresor y altamente modificados. En los últimos años varias marcas compiten arduamente por la victoria: Hyundai, Toyota o Ford, entre otras. Entre los rallys más famosos se encuentran Montecarlo, Finlandia, Suecia, Acrópolis, Córcega (Francia), el RAC (Reino Unido) o el Catalunya-Costa Daurada (España).
Paralelamente corren los campeonatos de WRC2 y WRC3, que alternan las fechas del Mundial.

### Aceleración
Las carreras de aceleración (drag racing en inglés) es una disciplina de automovilismo en la que generalmente se ven envueltos dos autos en una pista recta de, típicamente, 1/4 de milla o 1/8 de milla (402 y 201 metros respectivamente). La finalidad de tal carrera es llegar a la meta antes que el contrario. Esta disciplina difiere de las otras en la escasa duración de cada carrera, menos de diez segundos con los automóviles más potentes.

### Turismo
Esta categoría se corre en circuitos cerrados de asfalto con automóviles de turismo. Para emparejar las prestaciones y bajar costos, los automóviles tienen muchos elementos en común con sus hermanos de producción, con modificaciones en aspectos como la seguridad, motor, frenos, y suspensiones.
Debido a tener carrocería más fuerte y a ser carreras cortas (generalmente de entre media y una hora), los automóviles de turismo suelen tener más contacto físico que los monoplazas o los GT.

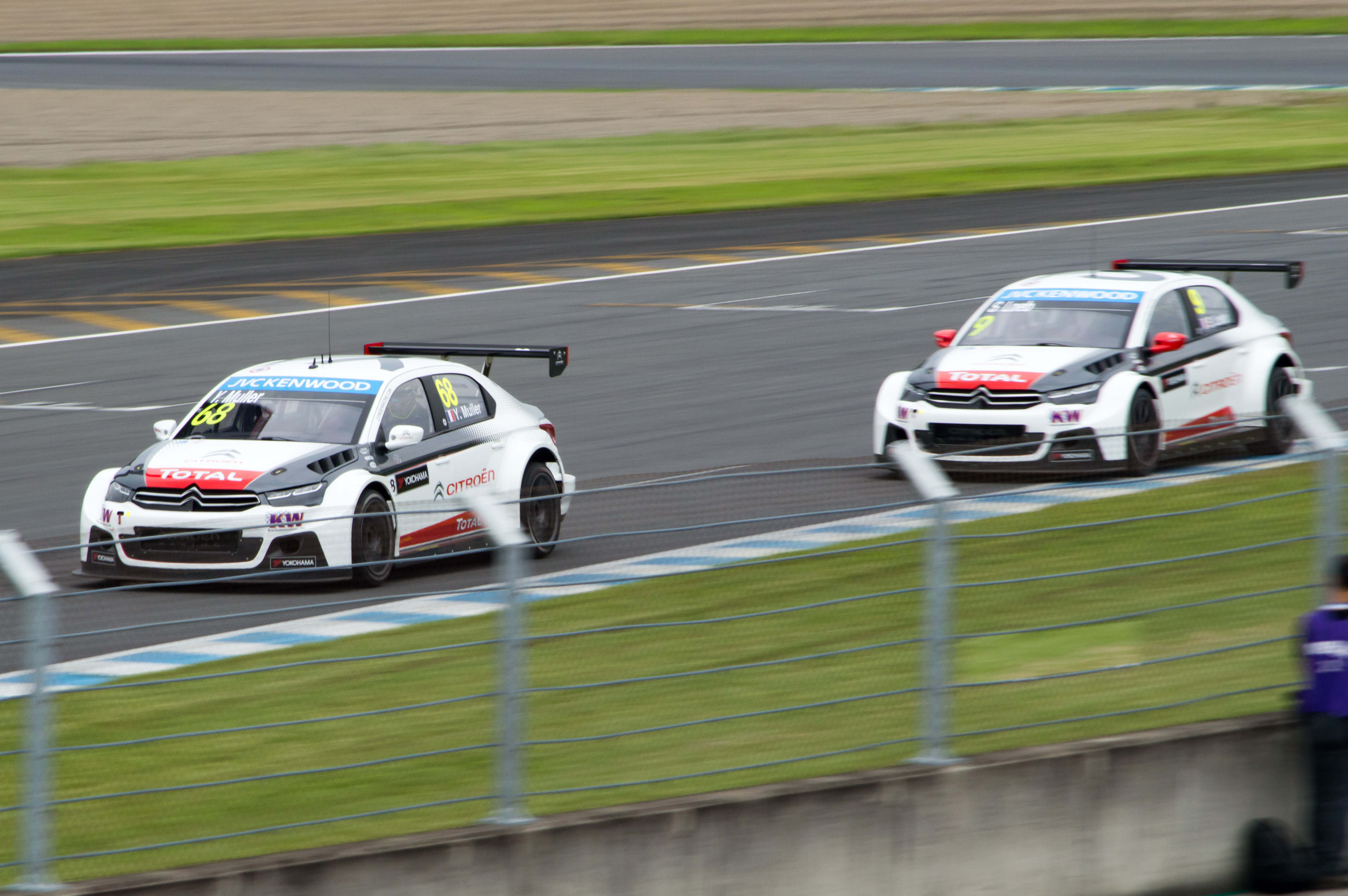
Citroën C-Elysée WTCC del Campeonato Mundial de Turismos.

Durante los años 2001 a 2004 se corrió el Campeonato Europeo de Turismos (ETCC) que actualmente ha dado lugar al mundial. En 2001 y 2002 el vencedor fue Fabrizio Giovanardi con un Alfa Romeo 156, en 2003 Gabriele Tarquini consiguió el título de pilotos y Alfa Romeo retuvo el de constructores demostrando así que el 156 era muy competitivo. En 2004 Tarquini terminó segundo en el campeonato con su Alfa cediendo el título a Andy Priaulx con un BMW 320i.
Mucho más popular, sobre todo en Europa Central, es el Deutsche Tourenwagen Masters («Máster Alemán de Turismos»). BMW, Audi y Mercedes-Benz corren con sus sedanes del segmento D altamente modificados, con 1050 kg de peso total y motores V8 que rondan los 500 CV de potencia máxima. Con tracción trasera y sin ayudas electrónicas, los pilotos demuestran sus habilidades para dominar el automóvil, tanto como para adelantar a otros rivales.
Ford y Holden (filial de General Motors) se baten en Oceanía en el V8 Supercars. Los Falcon y Commodore, de 1355 kg de peso y con motores V8 5,0 de 650 caballos, recorren Australia y Nueva Zelanda en busca de la victoria. Cada fecha tiene un esquema distinto: los 1000 km de Bathurst y los 500 km de Adelaida son carreras de resistencia; otras fechas son una carrera corta y dos largas, o dos de media distancia, por ejemplo.
El Turismo Carretera es la competición de turismos más importante de Argentina. Ford, Chevrolet, Dodge, y Torino son los máximos exponentes de la categoría, con pilotos como los hermanos Oscar y Juan Gálvez, Dante Emiliozzi, Héctor Luis Gradassi, Omar Martínez, Guillermo Ortelli y Juan María Traverso.
Volkswagen es la marca predominante en México en cuanto a los automóviles turismo, el legendario Campeonato de Resistencia (CARreras) fue el pionero en la introducción de los autos turismo en México, teniendo carreras de 24 horas en el Autódromo Hermanos Rodríguez, 6 Horas en Pachuca, 3 Horas en Tulancingo, y algunas otras en Veracruz, Querétaro. Cayó ese Campeonato en el 1995; y fue retomado en el año 1996 por la Copa Turismo México, campeonato en el cual se encuentran hasta ahora estos vehículos (categoría GT III), que han sido desarrollados con motores Volkswagen 2.0 litros de alrededor de 150 hp y unos 750 kg de peso, que los llevaron a desarrollar unos 240-260 km/h en promedio. Compiten carrocerías de diversas marcas como Audi, Volkswagen, Opel, SEAT, Renault, aunque con el mismo motor reglamentado ya antes mencionado; son carreras muy entretenidas y parejas, en las que los automóviles se mantienen en el mismo segundo.

### GT ysportprototipos
Los GT son versiones de competición de automóviles deportivos, como el Porsche 911 o la Ferrari 550 Maranello. Por su parte, los sport prototipos están diseñados exclusivamente para competición, y no están relacionados con automóviles de calle. Las subcategorías permiten chasis de fibra de carbono, tubulares o solamente derivados de los de serie; cilindrada (según si utilizan sobrealimentación o no), peso y tanque de combustible. Se establecen los límites de forma que, al correr todas las categorías al mismo tiempo, haya cierta equidad en los tiempos.
Los GT y sport prototipos se usan frecuentemente en carreras de resistencia, donde tripulaciones de varios pilotos se turnan al volante de un mismo automóvil para recorren largas distancias o varias horas en circuitos cerrados. Generalmente son carreras de 4, 6, 12 o 24 horas, o de 500 o 1000 km.
Las 24 Horas de Le Mans es la carrera de resistencia más famosa, seguida por las 24 Horas de Spa, las 24 Horas de Nürburgring, las 24 Horas de Daytona, las 12 Horas de Sebring y Petit Le Mans. Varias de ellas han formado parte del Campeonato Mundial de Resistencia. Imitando a Le Mans, se crearon en América del Norte dos categorías similares: la Grand-Am Rolex Sports Car Series y la American Le Mans Series, que luego se fusionaron en el IMSA SportsCar Championship. En Europa se disputa la European Le Mans Series.
Los GT y sport prototipos también se usan en carreras sprint, de menos de dos horas de duración. Esto ocurre principalmente a nivel regional y nacional. El Campeonato FIA GT fue la categoría oficial de la FIA de la especialidad, actualmente denominada Blancpain Sprint Series.

### NASCAR
Anglicismo para vehículos de competición de bajos costos. Se diferencian de los turismos, de los GT y de los sport prototipos en que tienen tecnologías más «sencillas», sin embargo, esto no es impedimento para que los autos desarrollen velocidades mayores a los 300 km/h.

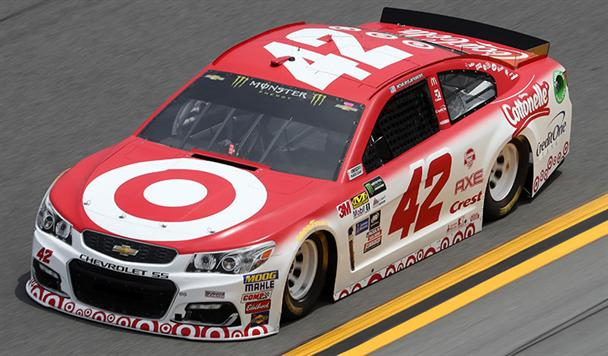
Chevrolet SS de NASCAR.

En Estados Unidos corren casi siempre en óvalos, desde 1/8 de milla (200 metros) hasta 8/3 de milla (4250 metros), tanto de asfalto como de tierra. La NASCAR es la organización que fiscaliza las categorías más importantes: la Copa NASCAR, la Xfinity Series (antes Nationwide Series), y la Truck Series. Esta última, a diferencia de las otras dos categorías de NASCAR, se realiza en camionetas pickups modificadas.
El Turismo Carretera es la categoría más popular en Argentina. Se toman como base los Ford, Chevrolet, Dodge y Torino de los años 1970, y compiten en circuitos mixtos en todo el país, incluyendo el óvalo de Rafaela con chicanas. Originalmente se competía en carreteras públicas.
En México existe el campeonato NASCAR Toyota Series, que desde el 2007 cuenta con el aval oficial de NASCAR (National Association for Stock Car Auto Racing). Este espectacular serial se corre principalmente en óvalos, tales como la media milla de San Luis Potosí, el óvalo del Autódromo Hermanos Rodríguez, el Trióvalo Internacional de Guadalajara y el superóvalo de Puebla, así como en autódromos con el de Monterrey. Los "Stock Cars" de NASCAR Toyota Series, junto con su categoría coestelar, los Mini Stocks - formada por autos de 4 cilindros, representan la forma más popular de automovilismo tipo stock en México.

### Rallycrossyautocross

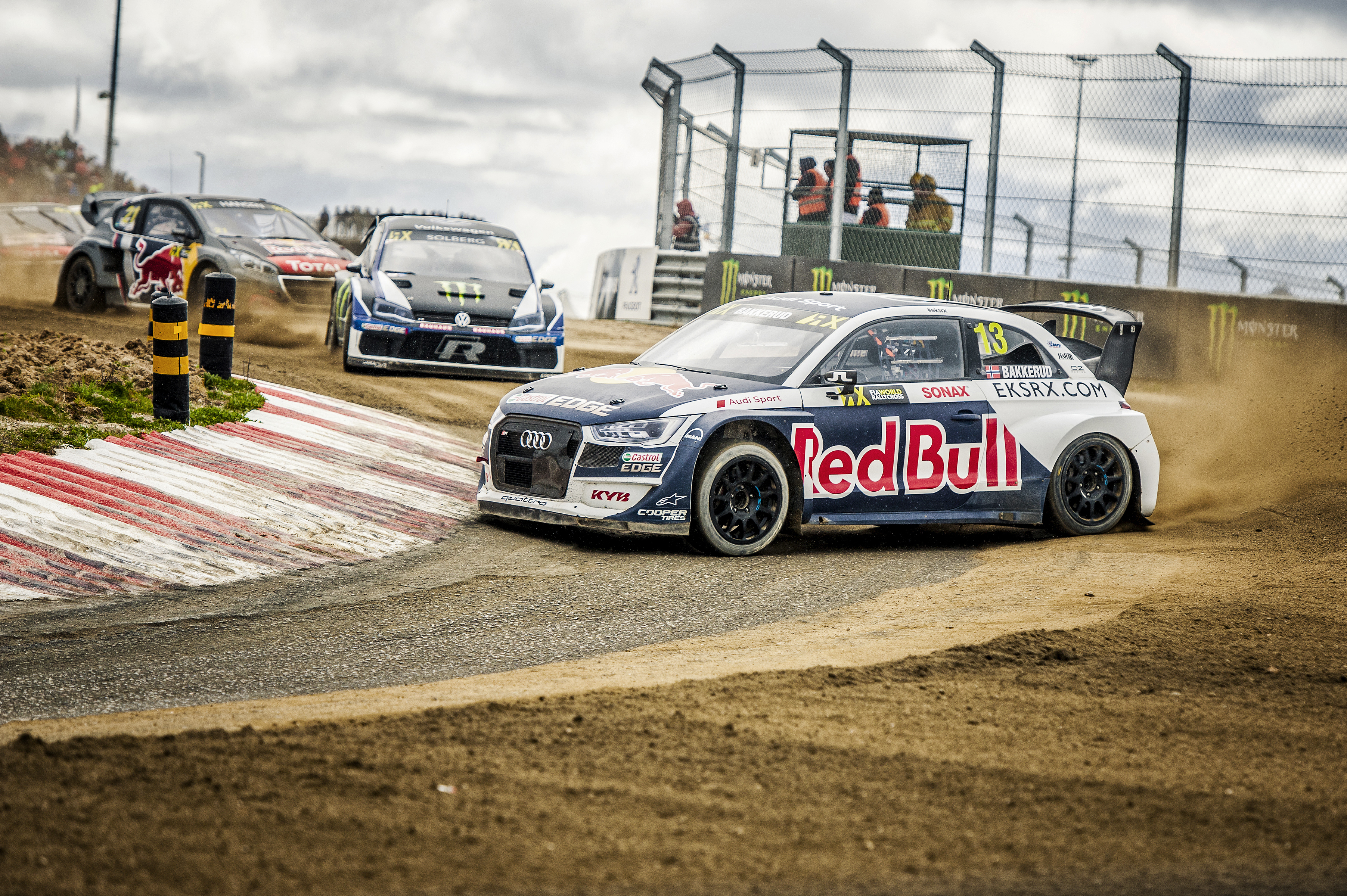
Audi S1 del Campeonato Mundial de Rallycross.

El rallycross y el autocross son competiciones realizadas en circuitos de menos de 2000 metros de largo.  El primero combina asfalto con tierra, mientras que el autocross solo incluye gravilla. En Estados Unidos son muy populares las carreras en óvalos de tierra.
En 2014 se creó el Campeonato Mundial de Rallycross.

### Rallyraid
Un rally raid o rally campo a través es una competencia en desiertos que duran semanas; cada día se recorren cientos de kilómetros de un pueblo a otro. Muchas veces no hay caminos delineados, sino que hay que correr campo a través. Los vehículos deben soportar calor intenso, arena y viento, teniendo que poder atravesar obstáculos importantes. La carrera más famosa de este tipo es el Rally Dakar.

### Carrera de montaña
Una carrera de montaña se disputa en recorridos cortos de puertos de montaña con pendientes elevadas. Al igual que en el rally, los pilotos largan separados entre sí por varios segundos, de manera que el piloto se enfrenta al reloj y no precisa adelantar rivales. Los trazados, de entre 1 y 10 km de longitud, se recorren entre una y cuatro veces según el reglamento de la carrera. Cuando la llegada está a una altitud mayor que la largada, se habla de una carrera de trepada, subida o ascenso. En tanto, cuando la llegada está por debajo de la largada, se dice que la carrera es de descenso o bajada.

### Karting
Un kart es un automóvil pequeño y bajo de competición, con el cual se conduce en circuitos, angostos y con muchas curvas cerradas. El karting es la categoría en la que suelen debutar quienes desean convertirse en pilotos profesionales. Por la ausencia de amortiguadores y baja distancia al suelo, conducir un kart genera una gran sensación de velocidad.

### Eslalon
Es una competición automovilística donde los competidores demuestran su pericia evadiendo obstáculos, generalmente conos. Esta disciplina normalmente es de exhibición dentro de competencias importantes, aunque en algunos países existe como competencia por sí misma. El eslalon también es un ejercicio común en las escuelas de conducción deportiva, para entrenar al conductor en el control del vehículo.

### Drift
Los drifting son una modalidad en la cual los pilotos deben doblar sus automóviles formando derrapes. Surgido en Japón, dos de las categorías más reconocidas de esta modalidad son el D1 Grand Prix, la Formula Drift o el campeonato Europeo del King of Europe. La asociación principal de esta disciplina es la World Drift, cuyos representantes mundiales son: Mike Procureur, presidente del King of Europe Series y representante de Europa; Alejandro Radetic, presidente del Top Race Drifting y representante de Sudamérica; Samer Khadra, presidente del SSK Racing y representante de Oriente Medio; y Michael Munar, presidente de XDC Xtreme Drift Circuit y representante de Estados Unidos.

## Competiciones importantes de automovilismo

### Drifting
- D1 Grand Prix
- Formula Drift

### Stock Cars
- NASCAR
- Stock Car Brasil
- Turismo Carretera

### Monoplazas
- Fórmula 1
- Fórmula 2
- Fórmula 3
- Fórmula 4
- Fórmula E
- Fórmula Regional Europea
- IndyCar Series
- Super Fórmula

### Resistencia y GT
- WEC
- GT World Challenge Europe
- IMSA
- European Le Mans Series
- WeatherTech SportsCar Championship
- Porsche Supercup
- International GT Open
- Super GT Japonés
- Ferrari Challenge

### Rally
- WRC
- Rally Dakar
- ERC

### Rally Raid
- W2RC

### Rallycross
- Campeonato Mundial de Rallycross
- Extreme E
- Campeonato de Europa de Rallycross
- Trofeo Andros

### Turismos
- WTCR
- BTCC
- DTM
- Supercars Championship
- Súper TC 2000

### Karting
- Campeonato Mundial de Karting
- Campeonato Europeo de Karting

### Camiones
- Campeonato de Europa de Carreras de Camiones
- Fórmula Truck